# Multipotencialita
Multipotencialita (někdy také obecně nazýváno jako „všestrannost“[zdroj?]) je vzdělávací a psychologický termín označující schopnost a preferenci osoby, zejména takové s vyšší inteligencí nebo s vyšší uměleckou zvědavostí, vyniknout ve dvou nebo více různých oblastech.
Může také odkazovat na jedince, jejichž zájmy se rozpínají napříč více obory či oblastmi, místo toho, aby se specializovali pouze v jednom odvětví. Takováto vlastnost se označuje jako multipotenciální, zatímco „multipotenciál“ je jméno pro toho, kdo má tuto vlastnost.
Naproti tomu lidé, jejichž zájem je většinou jen v jedné oblasti, se nazývají „specialisté“.

## Historie

### Etymologie
Nejstarší zaznamenaný výskyt pojmu pochází z relevantního výzkumu v oblasti nadání.
V roce 1972 R. H. Frederickson (aj.) definoval multipotenciální osobu jako někoho, kdo, „když má k dispozici vhodné prostředí či okolní podmínky, může vybrat a rozvinout řadu kompetencí na vysokou úroveň.“
V roce 1999 se „multipotencialita“ objevuje v disertační práci Laurie Diane Shuteové s názvem „Zkoumání multipotenciality napříč univerzitními studenty s vyznamenáním“.
V roce 2010 se multipotencialita znovu objevuje, tentokrát v článku Tamary Fisherové v novinách Education week. Definuje ji takto:
Multipotencialita je stav vlastnictví mnoha výjimečných talentů, z nichž jeden nebo více může či mohou být silným předpokladem pro skvělou kariéru dané osoby.
Tamara Fisher, Education Week

Emilie Wapnicková vymyslela kolem roku 2010 nebo později termín „multipotenciál“, nejspíše proto, aby vytvořila sdílenou identitu pro tuto komunitu lidí. Definuje ji takto:
Multipotenciál je člověk, který má mnoho různých zájmů a věnuje se různým tvůrčím směrům v životě.
Multipotenciálové nemají "jedno poslání", tak jako to mají specialisti. Být multipotenciálem je náš osud. Máme mnoho cest a jdeme po všech, buď postupně nebo současně (nebo obojí).
Multipotenciálové prosperují v učení, zkoumání a osvojování nových dovedností. Jsme vynikající v kreativním propojování nesourodých myšlenek dohromady. To z nás dělá úžasné inovátory a řešitele problémů.

Pokud jde o nově vynořené zájmy, naše neukojitelná zvědavost nás vede k tomu, abychom vstřebali vše, co nám přijde pod ruku. Výsledkem je, že rychle pochytíme nové dovednosti a máme bohaté množství informací.
Emilie Wapnicková, Terminology, Puttylike

### Relevantní terminologie
Zatímco výraz „multipotenciál“ se často zaměňuje s výrazem „polyhistor“ nebo „renesanční člověk“, tyto pojmy nejsou totožné. Člověk nemusí být odborníkem v žádném konkrétním oboru, aby mohl být multipotenciálem. Dalšími pojmy používanými pro označení multipotenciálů jsou např. „všeumělové", „obhlížitelé", „všestranně nadaní lidé" či „všestranní lidé".
Autorka Isis Jade toto potvrzuje a jasně rozlišuje mezi multipotenciály a polyhistory. Multipotencialita zkrátka mluví o člověku s potenciálem v mnoha oblastech díky jeho různorodým zájmům a pokusům rozvíjet se v těchto oborech. Na druhou stranu, polyhistoři se vyznačují jejich expertízou a mistrovstvím dovedností v několika odvětvích. V tomto smyslu lze multipotenciály brát za potenciální polyhistory.

### Kontext
S příchodem průmyslové doby se kulturní normy přiklonily k oblibě specializace. V dnešní době platí, že čím užší specializace, tím vyšší odměna a respekt. Vidět to lze například u: absolventů doktorského studia a specializovaných právníků, lékařů a inženýrů. Zdůrazňuje to i aforismus: „Devět řemesel, desátá bída." (v AJ: "Jack of all trades, master of none.") Starší důrazy na multipotencialitu, jako tomu bylo u renesančního humanismu a renesančního člověk, byly tak nahrazeny.
Na druhou stranu, konvergenční ekonomika, informační věk, konektivita, vzestup kreativní třídy a další moderní vývoje však přinášejí návrat pozitivnějšího názoru na multipotenciály.
Autor Jake Chapman o tomto píše:
Ekonomové nám tvrdí, že historie lidské práce je totožná s neustále se zužující a vyvíjející se specializací. Přitom v době lovců-sběračů se od každého člena kmene očekávalo, že dokáže zvládnout jakýkoliv úkol alespoň do jisté úrovně nebo má o daném úkolu při nejmenším povědomí.

Během postupu v ekonomickém kontinuu, právě od lovců-sběračů přes agrární a průmýslovou dobu až nyní do postindustriální ekonomiky, se pracovní síla stala více roztříštěnou. Pracovníci tak mají čím dál více pouze specializovaný soubor dovedností.
...
Z hlediska historie byla specializace cestou k prospěritě. A ačkoliv má specializace své určité ekonomické výhody, v době technologické konvergence budou dobře vzdělaní multipotenciálové nejvíce cenění. Nástává doba znovuzrození "renesančního člověka".
...
Renesanční myslitelé uznávali jak potenciál specializovaných jednotlivců, tak i ohromnou hodnotu všestranných lidí. Myšlenka člověka pracujícího v mnoha oblastech však bohužel postupem času ztratila svou kulturní přitažlivost a začali jsme vychvalovat ty, kteří chtějí prohlubovat své znalosti v jedné specializaci.

Nyní ale žijeme ve světě, ve kterém se stírají rozdíly mezi původně oddělenými průmyslovými odvětvími. A v místě, kde se tato odvětví protínají, se vytváří reálné příležitosti pro další rozvoj a růst. Využití těchto příležitostí 21. století bude vyžadovat multipotenciály čili všeobecné znalce, konkrétněji však mistry polyhistory.
Jake Chapman

### Byznys
Organizace, jako jsou např. startupy, které vyžadují adaptabilitu a schopnost zastávat více pracovních rolí, mohou tak zaměstnat několik multipotenciálů a mít jednoho specialistu jako zdroj informací. Např. Stretch Magazine pojednává o roli multipotenciálů v organizacích a o tom, že věří, že budou v budoucnu více žádaní. I NASA o tomto napsali na svém blogu, kde zmiňují, že tradičně hledali na pracovní pozice speciality, jelikož se bez nich neobejdou, ale že se nyní snaží vytvořit prostor pro obě skupiny lidí, jak pro specialisty, tak i pro multipotenciály.
Již zmiňovaný Jake Chapman to popsal následovně:
V moderním světě může velmi běžná práce vyžadovat někoho, kdo je expert přes sociální média, veřejný mluvčí, spisovatel a zároveň datový analytik. Polyhistoři tak vyhrávají, zatímco úzce specializovaní odborníci jsou odsunuti do pozadí, kde jsou bráni jako zdroj informací pro ostatní. Kdybych měl jako investor vytvořit perfektní tým, byla by v něm skupina skvělých polyhistorů s jedním expertem na dané téma či obor, který by byl zdrojem informací pro tuto skupinku.
Jake Chapman

### Kritika specializace
Historický kontext, současná konvenční moudrost (neboli soubor názorů obecně přijímaných veřejností), komparativní výhoda, USP (Unique Selling Point = „to, co má naše značka a ostatní ne“; unikátní vlastnost produktu či značky, díky které se firma odlišuje od konkurence a zároveň je relevantní pro danou cílovou skupinu), aj., přispívají k širokému přijetí specializace.
Zastánci specializace argumentují tím, že vynikání v oboru přináší vyšší zisk či větší výhodu oproti průměrnosti ve všem. Naopak zastánci všestrannosti zdůrazňují důležitost adaptability multipotenciálních osob.
Spisovatel Robert Twigger šel tak daleko, že vytvořil slovo „monopath“ (doslova „jedna-cesta"): „Vyznačuje to člověka s omezeným pohledem, úzkoprsého suchara, super-specialistu, odborníka bez jiných zájmů, osobu s jednostranným mozkem; člověka, který jde celý život po jedné cestě, po vyjetých kolejích — jinými slovy vzor v západním světě.“
Tento postoj není nový. V novele Time Enough for Love (1973), Robert A. Heinlein napsal:
V moderním světě může velmi běžná práce vyžadovat někoho, kdo je expert přes sociální média, veřejný mluvčí, spisovatel a zároveň datový analytik. Polyhistoři tak vyhrávají, zatímco úzce specializovaní odborníci jsou odsunuti do pozadí, kde jsou bráni jako zdroj informací pro ostatní. Kdybych měl jako investor vytvořit perfektní tým, byla by v něm skupina skvělých polyhistorů s jedním expertem na dané téma či obor, který by byl zdrojem informací pro tuto skupinku.
Robert A. Heinlein, Time Enough for Love
V článku o úpadku polyhistorů Felipe Fernández-Armesto napsal: „Univerzity nesou část zodpovědnosti za jejich zánik. Klasické Řecko, renesanční Itálie a viktoriánská Anglie – všichni uctívali a odměňovali všeuměly, pro které dnes univerzity nemají místo či trpělivost. Izolovaná oddělení v samostatných, vyhraněných prostorech s jejich vlastními záznamy a žargonem, jsou odkazem žalostně zastaralých způsobů organizace znalostí a práce.“

## Životy multipotenciálů a jejich charakteristika

### Výhody
Zde je obecný seznam výhod a pozitivních charakteristik multipotenciálů, kteří rozšířili své schopnosti a dovednosti v několika oborech.
- rychlá schopnost učení a rychlé získávání dovedností (schopnost naučit se jak se efektivně učit)
- syntéza myšlenek, propojování souvislostí, schopnost kombinace na první pohled neslučitelných prvků
- přizpůsobivost/adaptabilita
- často mají obecný přehled a dokážou pojmout velké množství informací
- schopnost přepínat mezi způsoby myšlení
- vymýšlení nových řešení
- kontextové myšlení
- entusiasmus; obrovské nadšení pro věc
- novost a rozmanitost
- schopnost předat informace, vést, dobře zapadají do vedoucích rolí
- schopnost vcítit se do většiny typů lidí a kultur a rozumět jim, vysoké EQ
- mnohdy se vyznačují vysokou kreativitou a vysokým IQ

Názor Tima Ferrisse, známého multipotenciála:
Ve světě dogmatických specialistů je to právě multipotenciál, který je nakonec hvězdou show. Je CEO lepší účetní než finanční ředitel (CFO) nebo certifikovaný veřejný účetní (CPA)? Byl Steve Jobs lepším programátorem než nejlepší programátoři v Apple? Ne, ale měl širokou škálu dovedností a dokázal vidět na první pohled neslučitelnou provázanost věcí. Vzhledem k tomu, že se technologie stává komoditou s demokratizací informací, budou to právě multipotenciálové, kteří budou předpovídat, inovovat a rychle růst a prosperovat. Existuje důvod, proč se vojenským generálům, říká "generálové". (Pozn. v AJ existuje pojem pro multipotenciála "generalist"; narážka na slovo general = obecný → všeobecný → multipotenciální.)

Upozornění: Multipotenciálové mohou narazit na několik problémů, zvláště pokud jsou v něčem či ve všem průměrní. Doporučuje se být více než středně pokročilým nebo expertem v alespoň jedné oblasti.
James Liu, zakladatel / vývojář BoxCat Games říká toto:
Během svých mnoha let studia, opakování a výuky jsem dospěl k závěrům, že proces lidského učení lze snadno zneužít, vyladit a škálovat.

Ve vašem životě přijde konkrétní bod, kdy můžete dosáhnout částečné nebo úplné expertízy v určitém oboru. A po té existuje základ znalostí, díky kterému můžete (a budete) vytvářet analogie. Tímto způsobem vezmete jedno odvětví a zrcadlíte jej do jiného.
Chtěl bych zdůraznit, že nemůžete být všeumělem, aniž byste byli mistrem alespoň v jednom oboru.
Možná je to jsou sociální dovednosti, výroba panenek, matematika, jazyk, emoční uvědomění — ať už je to cokoliv, musíte být mistrem alespoň v jednom, abyste mohli být všeumělem v jiných věcech.
Zvládnutí jednoho umu lze přetvořit na katalyzátor pro učení se dalším oborům. Máte pak z čeho čerpat, spojovat složité nápady a přiřazovat je k sobě na základě podobnosti nebo vzoru. Vytváříte pak metaforické analogie, které mohou poskládat kompletní celek či obrázek.

Čím více se toho naučíte, tím rychleji se učíte.

### Nevýhody
Tak jako všechno, i multipotenciálové mají své nevýhody, zde je jejich seznam:
- přicházejí o výhody specializace, ultra dlouhodobý závazek
- často trpí na rozptýlení a vyhoření
- v závislosti na osobě může dosažení mistrovství nebo kompetence trvat déle. I když existují jisté pochyby týkající se míry rozšíření tohoto jevu, může to být významný problém pro ty, kteří to zažijí, což vede k mnoha obtížím. Může to být overscheduling (přeplňování rozvrhu aktivitami), vysoké úrovně stresu, zmatečnost, rozhodovací paralýza, impulzivní nebo konformní rozhodování u nadaných dětí a pocity sociálního odcizení, nedostatek sebevědomí, bezúčelnosti, apatie a deprese i u těch nejbystřejších dospělých.

Nuda se také často objevuje u multipotenciálů. Jakmile se stanou expertem v dané specializaci a nebo se již naučí vše, co chtěli, o daném tématu, které je zaujalo, tak pak pociťují nudu než se posunou a nadchnou pro další předmět zájmu.
Multipotenciálové se rovněž setkávají s odporem od kariérních poradců, rodičů a přátel, kteří si přejí, aby si vybrali konvenční specializované kariérní cesty, jelikož nechápou podstatu multipotenciálů. To pak může vést k výše zmiňovaným problémům.

### Strategie
Nejen pro výše zmiňované obtíže vyšlo v češtině několik různých knih o strategiích jejich zvládání:
- Kniha pro multipotenciály: Buďte vším, čím chcete, Emilie Wapnick, ISBN 978-80-262-1441-0
- Odmítám si vybrat, Barbara Sher, ISBN 978-80-7530-093-5

Dalšími českými knihami často od multipotenciálů, které se dotýkají příbuzných témat jsou např.:
- Kreativní myšlení, Amy Whitaker, ISBN 978-80-7390-574-3

- Průvodce pro vysoce citlivé lidi, Judith Orloff, ISBN 978-80-271-0776-6

- Čtyřhodinový pracovní týden, Timothy Ferriss, ISBN 978-80-87270-02-8

Toto téma se stává více populárním i mezi blogery, a mimo jiné také vyšlo mnoho knih a článků o multipotenciálech v angličtině, které však doposud nebyly přeloženy do českého jazyka.

## Dopad
V době informačního věku, který nadhodnocuje specialisty, se zvyšuje popularita tohoto termínu (především mezi stejně smýšlejícími bloggery), což znovu přineslo do popředí povědomí o tomto tématu a o důležitosti multipotenciálů. V současné ekonomice jsou však tvořivost a vzestup kreativní třídy spojeny s odlišným myšlením a inovativními řešeními současných problémů.

## Významné osobnosti
Leonardo da Vinci je snad nejznámějším historickým příkladem uznávaného génia, který se potýkal s obtížemi spojenými s multipotencialitou. Existovali ale také jiní významní multipotenciálové, kteří však z hlediska historie vynikali v mnoha oblastech, a proto jsou spíše bráni jako polyhistoři. Jsou jimi například:
- Haytham
- Hypatia
- Archimedes
- Aristoteles
- Thomas Jefferson
- Benjamin Franklin
- Sir Isaac Newton
- René Descartes
- José Rizal

Postava brouka Pytlíka z dětské knihy Ondřeje Sýroky je také známým všeumělem a je na něj také obecně pohlíženo negativním způsobem. V tomto případě je to však opodstatněné, jelikož má několik charakterových chyb a jelikož je to také chvástal, co si myslí, že všechno ví a všechno zná a nenechá si do ničeho mluvit. „Brouk Pytlík, práce všeho druhu." je někdy hanlivá průpovídka, kterou často slyší všeumělci.